# Adrian Bekker
Adrian Bekker (født 18. december 1719 i København, død 22. januar 1803 Svendborg) var en dansk Justitsråd og Herredsfoged for Sunds-Gudme Herred i Svendborg. Han var tidligt fortaler for bøndernes rettigheder og medlem af landbokommissionen nedsat i 1767, der skulle undersøge de danske bønders vilkår under hoveriet og stavnsbåndet. 
Som Landvæsenskommissær skriver han allerede i 1768 en betænkning, som ses nedenfor, hvor han foreslår afskaffelsen af herremændenes revselsesret, og noterer, at det stigende hoveri skyldes nedlæggelsen af bondegårde.
"Imidlertid burde det vel ikke tillades en Husbonde eller hans Betjente at skælde, bande, slaa og prygle en Bonde. Ti dette forvolder, at Bonden, som gerne foragter sig selv - især den fattige - endnu anser sig for mere slavisk for fornedret og fatter aldrig den Grad af Ambition, som udfordres til at gøre ham til et Menneske og retskaffen Bonde. Et Ord, et Mulkt eller en liden Revselse at Rettens Personer korrigerer en Bonde mere, end den haardeste Medfart af en Ladefoged."
Det er sandsynligvis også ham, der står bag de sydfynske bønders forslag om ændringer af hoveri.

## Liv og levned
Bekker var søn af tømmerhandler Thönnis Bekker (1687-1740), der var en af Københavns 32 borgere, der repræsenterede byens borgere under Enevælden, og rådgav magistraten.
Han får tidligt privat-undervisning af Ludvig Holberg, der fører ham frem til optagelse på Københavns Universitet som 16-årig i 1735. Han foretager studierejser til universiteterne i Königsberg og Rostock, og læser teologi med henblik på at blive præst, men forlader i 1741 studiet for at blive regimentskvartermester og auditør ved et sjællandsk regiment, der er lejet ud til englænderne i deres krig mod Frankrig. Han skriver selv, at det er hans rejselyst, en "uforsigtig kærlighed" til militæret og "ædelt tilbud" fra den danske generalmajor Frantz Wilhelm von Folckersam, der lokker ham. 
Bekker overlever kampene og hædres for sin indsats under felttoget, og får af regimentschefen Prins Georg Ludvig af Braunschweig-Wolfenbüttel-Bevern (1721-1747) en årlig pension på 200 rigsdaler. Han forfremmes til kaptajn, men afslår og vender tilbage til Danmark efter 1743.
Herefter har han en række stillinger, som fabriksinspektør på Hübners Uld- og Klædefabrik i Odense fra 1756 til 1757, toldkontrollør og landvæsenskommissær. Til sidst udnævnes han i 1774 til Kongelig postmester i Svendborg, og i 1777 til Justitsråd.
I en kort periode forsøger Bekker sig med forlagsvirksomhed med juridiske bøger og oversættelser. I 1752 oversætter han Marcus Aurelius's berømte filosofiske værk "Tanker til sig selv" til dansk for første gang med titlen "Marcus Aurelius - Den Romerske Kejsers Opbyggelige Betragtninger".